# 王美花
王美花（1958年8月10日—），中華民國政治人物、文官出身，丈夫是現任國防部部長顧立雄，曾任經濟部部長兼行政院國家發展基金管理會副召集人、行政院經貿談判辦公室副總談判代表、經濟部政務次長、經濟部常務次長、經濟部智慧財產局局長、對外貿易發展協會副董事長、專利檢索中心董事長。

## 生平
王美花自大學法律系畢業後即考取法務公職，長期深耕智慧財產權及智財法律領域。1999年後，在經濟部智慧財產局先後曾擔任法務、專利及商標等單位主管，以及副局長職。
2007年12月3日，民主進步黨的陳水扁擔任總統任內拔擢，王美花接替蔡練生擔任經濟部智慧財產局局長，而這也是經濟部首位女性局長
2008年，中國國民黨的馬英九擔任總統後，王美花繼續擔任經濟部智慧財產局局長。
2013年5月，在著作權團體遊說下提出修法封鎖境外侵權網站，該法案有違反《中華民國憲法》之虞，而引發行政濫權、侵害人民通訊自由的爭議。這起事件美國科技媒體TheNextWeb評論為「類SOPA法案」（SOPA-like），以及效法中共築網路「防火長城」監控措施，侵犯人民的自由。因爭議過大，該法案後來停止修法。
2014年3月，反服貿學運延燒，任職經濟部智慧財產局局長王美花因為支持兩岸服貿協議，與老公顧立雄有爭執。
2016年1月，任職智慧財產局局長期間，對著作權法修法要求在公共場所播放CD等音樂須取得授權否則違法事件，其中包含公園跳舞，或是學校等機關，在外播放音樂都須取得授權並支付權利金，否則違法，引發民怨，被行政院質疑意圖影響選舉。王美花強調「公務員沒有藍綠，修法是為國做事」，但2016年5月修法卻又大轉彎，將前述公開場所播放爭議改視為「合理使用」，不需取得授權支付權利金，新版草案將由新政府審查通過。
2016年4月，有媒體質疑過去陳水扁主政時，御用律師顧立雄之妻王美花在一兩年間就由組長三級跳升到智慧財產局局長，指綠色執政更迭人事的手法直接，「喜歡」你就讓你上天堂，升遷三級跳。為此，智慧財產局特別發新聞稿澄清，該升遷「專業與經驗兼具」。
2016年7月，民進黨的蔡英文擔任總統後提拔王美花升任經濟部常務次長，是經濟部歷年來首位由智慧財產局長升任的次長，未來將督導國貿業務，肩負推動台灣加入TPP的任務。升遷再次引發外界質疑是靠其夫顧立雄裙帶關係之靠夫爭議。王美花表示，「過去專業在智慧財產權領域，未來新增督導國貿局國貿業務，一定會有壓力，希望能夠趕快上手」。
2016年9月再擔任行政院經貿談判辦公室副總談判代表。
2019年3月19日，原政務次長龔明鑫轉任政務委員，王美花升任經濟部政務次長。

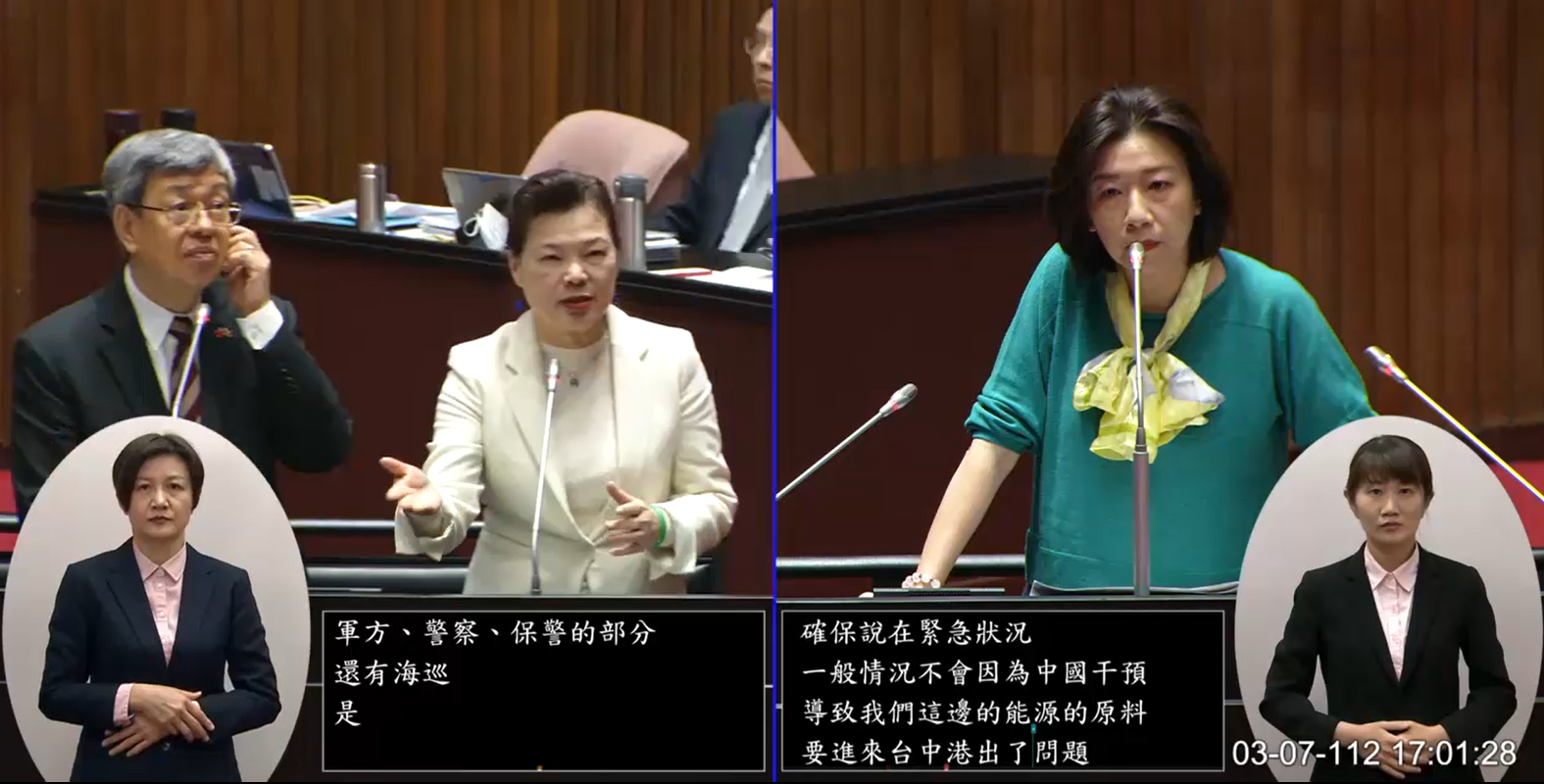
立法委員林靜儀於2023年立法院院會質詢行政院院長陳建仁與經濟部部長王美花

2020年6月20日，原經濟部部長沈榮津升任行政院副院長，王美花升任經濟部部長。
2021年1月，台灣開放進口含萊克多巴胺的美豬，不過，美國總統拜登（Joe Biden）卻表示上任後暫時不會簽訂任何貿易協定。媒體詢問，拜登這番暫不簽貿易協議的宣示，是否意味台灣透過開放萊豬進口換取貿易協議的期待落空，萊豬「白吞了」？對此，經濟部長王美花表示「將心比心可理解」。
2021年3月，台灣遭逢最嚴峻的缺水狀況，對於缺水是否會影響到晶片生產，經濟部長王美花在立法院受訪表示，科學園區或工業區裡用水需求，可以在旱災期間鑿井使用
2021年，任內2021年興達發電廠停機事故，5月13日及5月17日發生一週內全台兩度大停電事件，7月27日再發生核二跳電事故，在任時屢次發生重大電力事故，相較2017年八一五全臺大停電後時任經濟部長李世光、中油董事長陳金德下台以示負責，這次僅台電董總記大過一次，王美花全身而退，飽受外界批評 

## 爭議

### 網路長城爭議
2013年5月，王美花時任智財局局長，宣布為維護智慧財產權，將修法對境外重大侵權網站做出管制，往後權利人若對侵權網站提出申訴，最快在7天內，智財局就會透過網路服務提供(ISP)業者，以封鎖IP或DNS技術，讓使用者無法造訪該網站，此一事件甚至被解讀為 2013 年台灣網路的白色恐怖，網友譏諷“築長城”，原本預計於 2013 年第二立法院院會期間審查，最終在強烈的輿論抗議之下，停止推動修法。

### 跟隨國民黨去國共論壇爭議
2015年5月，陪同國民黨主席朱立倫赴中出席國共論壇，因機票食宿費用全由國共兩黨出錢接待而引發爭議。

### 不會缺電賭雞排說爭議
2021年12月20日郭台銘因四大公投結束結果出爐認為表示，明年一定會缺電，民眾做了決定，未來缺電就不要埋怨，2022年1月3日，經濟部部長王美花上主持人黃光芹廣播表示，電力很穩定不會缺電，黃光芹提議缺電就發雞排，王美花不置可否，笑著說了一句不錯喔，日後3月台電發生人員操作錯誤產生大停電，隨即被媒體大做文章說部長承諾再停電就發雞排等系列新聞，2022年3月3日早上大停電，馬上被網友搜索王美花之前言論要求她發雞排

### 電費需合理反映說
2022年6月，經長王美花表示電費要合理反映，經濟部也在27日召開電價審議會議，對此藍營高聲砲轟，民眾在防疫與通膨的困境下，民生用電應凍漲，政府也應改善停電、跳電的現況；而民進黨立院黨團幹事長鄭運鵬則是回應，若凍漲台電最後還是要由納稅人承擔台電的負債，請在野黨做出合理判斷。

## 家庭狀況
已婚，育有二子；丈夫是顧立雄，為現任國防部部長，知名律師、曾任民進黨全國不分區立法委員（排名第四位）、不當黨產處理委員會主委、金管會主委、國家安全會議秘書長。太陽花學運期間，王美花自稱支持服貿，但顧立雄則出面替學生辯護，因而差點鬧家庭革命。兩人為臺大法律系班對，感情甚篤。

## 外部連結
- （繁體中文） 經部首位女局長　老公正是“御用律師”顧立雄 （页面存档备份，存于）
- 首長簡歷-經濟部 （页面存档备份，存于）
- 王美花的Facebook專頁

| 中華民國政府職務 | 中華民國政府職務                                                        | 中華民國政府職務 |
| ---------------- | ----------------------------------------------------------------------- | ---------------- |
| 行政院           |                                                                         |                  |
| 前任： 蔡練生    | 經濟部智慧財產局局長 第三任 2007年12月3日－2016年8月17日                | 繼任： 洪淑敏    |
| 前任： 沈榮津    | 經濟部部長 第三十五任 （由工商部開始起算） 2020年6月20日－2024年5月20日 | 繼任： 郭智輝    |